# Emblèmes du Liban

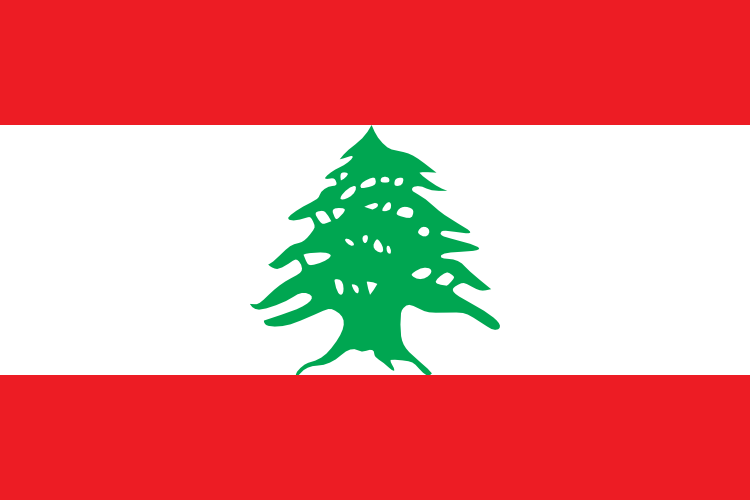
Le drapeau au Cèdre, seul emblème graphique officiel à être inscrit dans la constitution.

L'emblème du Liban fixé par la Constitution actuelle dans son article 2 est le drapeau à trois bandes horizontales : deux rouges sur les parties supérieure et inférieure et une blanche au milieu faisant le double d'une rouge et frappé en son centre d'un cèdre vert.
Un emblème représentant un Cèdre est utilisé pour représenter le Liban sur les passeports et sur les plaques signalant les représentations diplomatiques sans qu'il fasse l'objet d'un texte officiel

## Emblèmes historiques

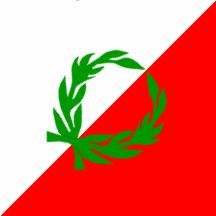
Drapeau des émirs Maanides (1119-1697).
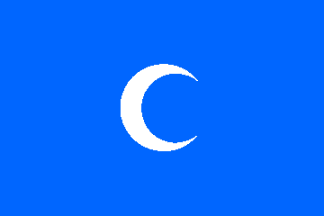
Drapeau des émirs Chehabistes (1697-1842).
Drapeau du Mont Liban (1842-1920).
État du Grand Liban (1920-1943).
République libanaise (depuis 1943).

## Emblèmes actuels

### Le Cèdre
Originaire du pays, on trouve le cèdre (Cedrus libani) à partir de 1 500 m d'altitude dans l’étage montagnard de végétation du Mont-Liban. Recouvrant autrefois une plus grande partie du territoire libanais les anciennes forêts de cèdres se réduisent aujourd'hui à des îlots discontinus, du fait de la déforestation liée aux influences humaines et climatiques

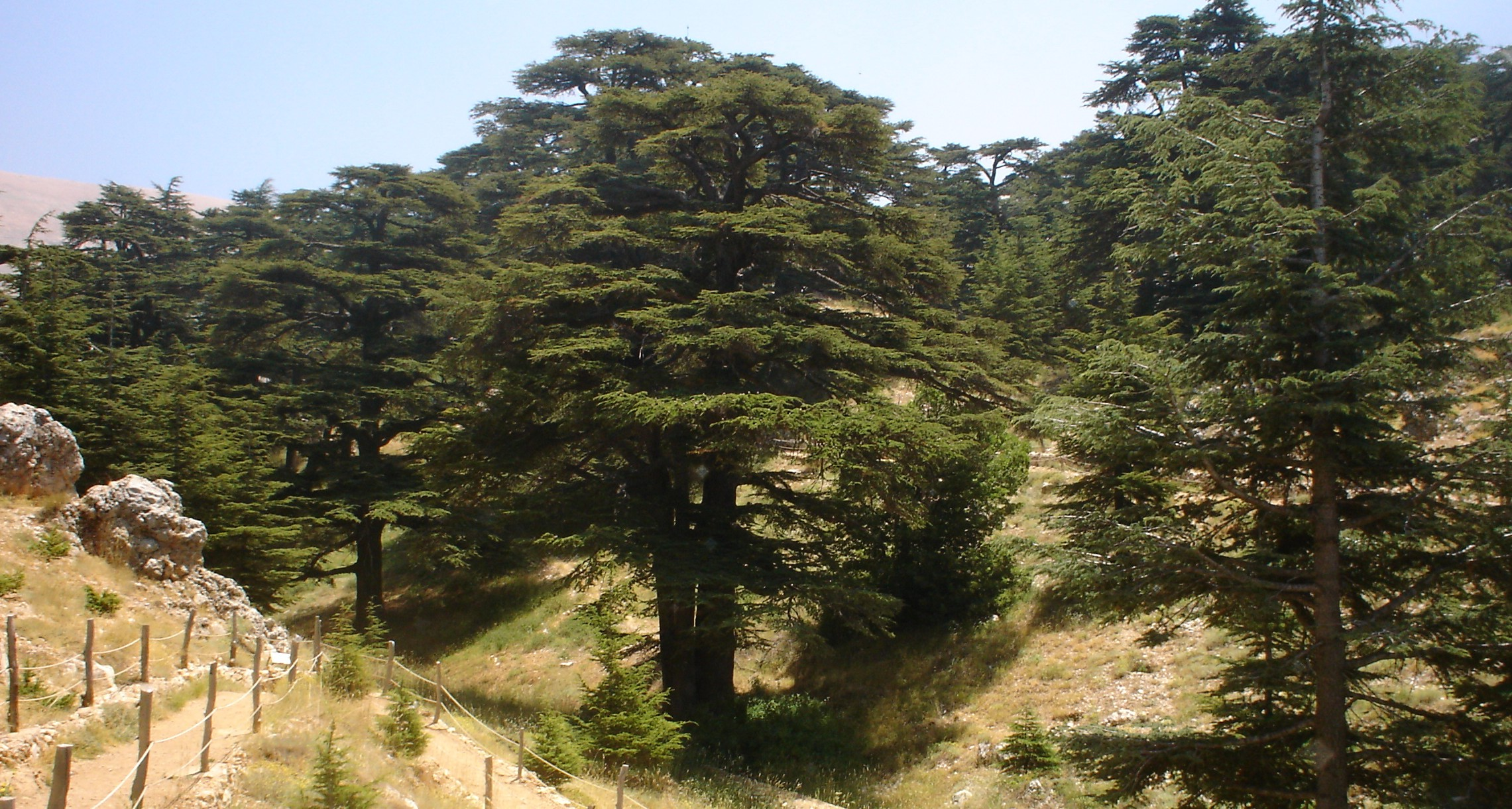
Forêt des cèdres de Bcharré, Liban.

Les forêts de Cèdres du Liban, dans l'actuel Liban, ont été largement exploitées depuis l'antiquité pour les constructions des monuments sacrés (premier et second temple de Jérusalem) et des bateaux phéniciens, assyriens, romains et égyptiens. Le bois de cèdre, de par sa nature imputrescible et résistante, a également servi à la confection de sarcophages et de tombeaux. Lors de la période d'occupation par les Romains, l'exploitation de ces arbres millénaire faisait l'objet d'un monopole impérial du fait de son importance dans la construction navale.
Certaines sources historiques, symbole du Liban, attestent que les forêts de cèdres au Liban commençaient à disparaître au VIe siècle à l’époque de Justinien Ier. Il  est considéré comme un arbre sacré, et il est mentionné dans les trois grandes religions monothéistes (Islam, judaïsme et christianisme) : « Les arbres de l’Éternel se rassasient, les cèdres du Liban qu'il a plantés » (104:16). Au XXe siècle, il aurait aussi servi à la confection de boîtes à cigares et de chemins ferroviaires. Plus récemment le bois de Cèdre a également servi de matière de base pour l'artisanat local.
Alphonse de Lamartine (1790-1869), émerveillé par les cèdres du Liban lors de son voyage en Orient en compagnie de sa fille Julia, eut ces paroles : « Les cèdres du Liban sont les reliques des siècles et de la nature, les monuments naturels les plus célèbres de l'univers. Ils savent l'histoire de la terre, mieux que l'histoire elle-même ».

### Drapeau
Le drapeau est frappé en son centre d'un cèdre vert, le cèdre du Liban. La forme actuelle du drapeau date de 1943.
Le drapeau du Liban est composé de trois bandes horizontales : deux rouges sur les parties supérieure et inférieure et une blanche au milieu faisant le double d'une rouge et frappé en son centre d'un cèdre vert. La forme actuelle du drapeau date de 1943. Selon le programme scolaire officiel d'instruction civique, les bandes rouges représentent le prix du sang pour l'indépendance et la bande blanche représente la neige qui recouvre les montagnes du Liban ainsi que la pureté et la paix.

### Statue des Martyrs

Place des Martyrs, Beyrouth (1970)

La Statue des Martyrs a été construit pour honorer la pendaison d'un groupe de patriotes libanais de différentes confessions le 6 mai 1916, qui s'étaient opposés à la domination turque sous le général ottoman Jamal Pacha. Il est situé sur ce qui est aujourd'hui connu sous le nom de Place des Martyrs, au cœur du centre-ville de Beyrouth, au Liban. Il a été créé par le sculpteur italien Marino Mazzacurati et inauguré en 1960.